# Strančice
Strančice – gmina w Czechach, w powiecie Praga-Wschód, w kraju środkowoczeskim. Według danych z dnia 1 stycznia 2013 liczyła 1 962 mieszkańców.

## Podział gminy
- Strančice
- Kašovice
- Otice
- Předboř
- Sklenka
- Svojšovice
- Všechromy